# アイプチ
アイプチ（eye putti）は、イミュから発売されているブランドの名称である。
一般的に二重まぶたを形成するための商品（ふたえまぶた化粧料）の総称として「アイプチ」が使われることがあるが、イミュの親会社であるピアスが商標権を持っているため、他のブランドの商品は「ふたえのり」などと呼ばれる。

## 概要
1967年(昭和42年)に初代アイプチ（ふたえまぶた化粧料）を発売。
社員が喫茶店で、まぶたにセロハンテープを貼りふたえにしている女の子を発見したことから、ひとえをのりでくっつけてふたえにする化粧品のアイデアがひらめき、開発に着手したことがきっかけ。原料臭の除去と、まぶたというデリケートな部分に使用するため安全性を高めることに苦心したが、開発に成功した。
1997年にすばやく簡単にふたえを作ることができるアイプチN、1999年には肌にやさしいアロエエキスを配合した敏感なまぶたでもふたえを作ることができるアイプチS、2000年にまぶたをスッキリひきしめるグリーンティエキスを配合した厚みのあるまぶたでもパッチリふたえに仕上がるアイプチPを発売。いずれも、二重ができるように液状の糊でまぶたを貼り合せて二重まぶたを形成する接着式ふたえまぶた化粧料である。
2000年には、液体をテープ状に固めてまぶたを折りこむタイプの非接着式ふたえまぶた化粧料アイプチリキッドテープNを発売した。
元々ふたえまぶた化粧料からブランドをスタートさせたが、2013年にはひとえ・奥ぶたえのまま目を大きく見せるという新たなコンセプトから、まぶたに隠れたまつげを根もとからカールするアイラッシュカーラーのアイプチフィットカーラーを発売。
その後、2020年に生まれつきのまぶたを活かすアイプチアイメイクシリーズが誕生。ひとえ・奥ぶたえのまま魅力的に見せる ひとえ・奥ぶたえ用カーラー、ひとえ・奥ぶたえ用マスカラがラインナップされている。